# بوغاتيتش
بوغاتيتش (Богатић) هي مدينة في مقاطعة ماتشفا في غرب صربيا في صربيا. في عام 2011، بلغ عدد سكان البلدة 7,113 نسمة، في حين بلغ عدد سكان البلدية 31,422 نسمة.